# Fading Suns
Fading Suns è un gioco di ruolo pubblicato dalla Holistic Designs la cui ambientazione appartiene al genere della space opera. In Italia Fading Suns è pubblicato dalla Editori Folli, che ha tradotto l'edizione del 2001. Gli autori sono Andrew Greenberg (il curatore editoriale della linea di Vampiri: la masquerade) e Bill Bridges (sviluppatore di Werewolf: the Apocalypse).
Il nome del gioco è dovuto al misterioso evento dell'indebolimento dei soli che contribuisce ad attribuire all'atmosfera del gioco connotazioni dark; infatti fading suns in inglese vuol dire proprio "soli morenti".

## Ambientazione
L'azione si svolge in un futuro impero di stile medievale costruito sui resti di una civilizzazione umana più sofisticata che controllava tutta la galassia, resa possibile da antichi "cancelli", reliquie di una civilizzazione ancora più antica, non necessariamente umana.
L'atmosfera del gioco ricorda fortemente quelle di Dune di Frank Herbert, dei Canti di Hyperion di Dan Simmons e del Libro del Nuovo Sole di Gene Wolfe.
Il potere è amministrato dalle casate nobiliari, dalle corporazioni e dalla monolitica Santa Chiesa. Esistono poteri psionici, ma spesso la Chiesa dà la caccia a chi li possiede (o lo riconduce nell'ortodossia arruolandolo nei suoi ranghi - dove il loro uso viene considerato un miracolo di fede).
Mentre la maggior parte delle situazioni di gioco di ruolo nascono dagli stretti codici di comportamento che regolano la vita di ogni giorno del vecchio regime ed i successivi secoli di oscurità e guerra, molti mondi sono ricaduti in uno stato di precivilizzazione e diverse minacce aliene sono in agguato nelle ombre.
I giocatori assumono il ruolo di membri dell'aristocrazia, delle varie corporazioni mercantili, di sette religiose o anche di alieni.
Una vasta libreria di supplementi fornisce descrizioni di luoghi (pianeti, stazioni spaziali, interi settori dello spazio), società aliene, casate minori, corporazioni, sette, mostri e cospirazioni segrete, espandendo le possibilità tematiche offerte dall'ambientazione.

## Sistema di gioco
Il sistema di gioco originale di Fading Sun usa un semplice sistema di attributi, abilità, livelli e classi, con un sistema a riserva di dadi chiamato Victory Point System (VPS). La seconda edizione del gioco ha risolto molti dei problemi sollevati dai primi manuali, ed incrementato la quantità di dati disponibili. Il Victory Point System è gratuitamente scaricabile dal sito dell'editore italiano (vedi collegamenti esterni). Pur essendo generalmente stereotipicati nella loro forma di template  i personaggi sono facilmente personalizzabili.
Attualmente viene anche venduto una versione del manuale base adattato al popolare d20 System: D20 Fading Suns. I manuali originali più recenti contengono le regole per entrambi i sistemi, mentre l'edizione italiana del manuale base contengono esclusivamente le regole per il d20 System e le successive espansioni propongono entrambi i sistemi di gioco.

## Altri giochi legati aFading Sun
Quest'ambientazione è stata usata anche per un videogioco  per PC (Emperor of the Fading Suns), un gioco di ruolo dal vivo  (Passion Play), e per un wargame tridimensionale (Noble Armada)